# 중국알루미늄주식유한공사
중국알루미늄주식유한공사(中国铝业股份有限公司, Aluminum Corporation of China Limited) 또는 찰코(Chalco)는 중화인민공화국 베이징시에 본사를 둔 다국적 알루미늄 기업이다. 홍콩과 뉴욕에 상장된 상장회사이다. 2021년에는 차이나 훙차오 그룹(China Hongqiao Group), 루살, 산둥신파(Shandong Xinfa)를 제치고 세계 최대 알루미늄 생산업체가 됐다.
이 기업은 주로 산화알루미늄 추출, 순수 알루미늄 전기분해, 알루미늄 가공 및 생산뿐만 아니라 거래, 엔지니어링 및 기술 서비스에도 관여하고 있다.
주요 상장사는 상하이 증권거래소이며 SSE 180 지수의 일부이다. 홍콩 증권거래소에 2차 상장되어 있다.